# Côn Sơn, Tô Châu
Côn Sơn (tiếng Trung: 昆山; bính âm: Kūnshān; Wade–Giles: K'un-shan) là một thành phố cấp phó địa, vệ tinh của vùng đại đô thị Tô Châu, ngay bên ngoài Thượng Hải. Đây được xem như là cấp huyện thành công nhất về kinh tế của Trung Quốc. Đây là nơi xuất xứ của điệu Côn Sơn được phát triển thành Côn Sơn khúc. Đây là nơi sinh của Cung Hiền và Tống Khánh Linh.